# Sven August Svensson
Sven August Svensson, född 1 maj 1835 i Acklinga församling, Skaraborgs län, död 18 juli 1909 i Hjo landsförsamling, Skaraborgs län, var en svensk amatörorgelbyggare och kantor i Norra Ving.

## Biografi
Svensson tog organist och kantorsexamen i Skara 1862. Han var sen kantor i Norra Vings församling och senare Hjo församling. Flyttade på 1890-talet till Borås. Han lärde sig troligen att bygga orglar av Sven Fogelberg, när han byggde orglarna 1858 i Hjo kyrka och 1859 i Norra Vings kyrka.
Svensson byggde mindre orglar och harmonier i Västergötland.

## Lista över orglar
- 1877 Tengene kyrka
- 1879 Brunns kyrka
- 1896 Södra Vings kyrka
- 1899 Vists kyrka, Västergötland